# Welon (ubiór)

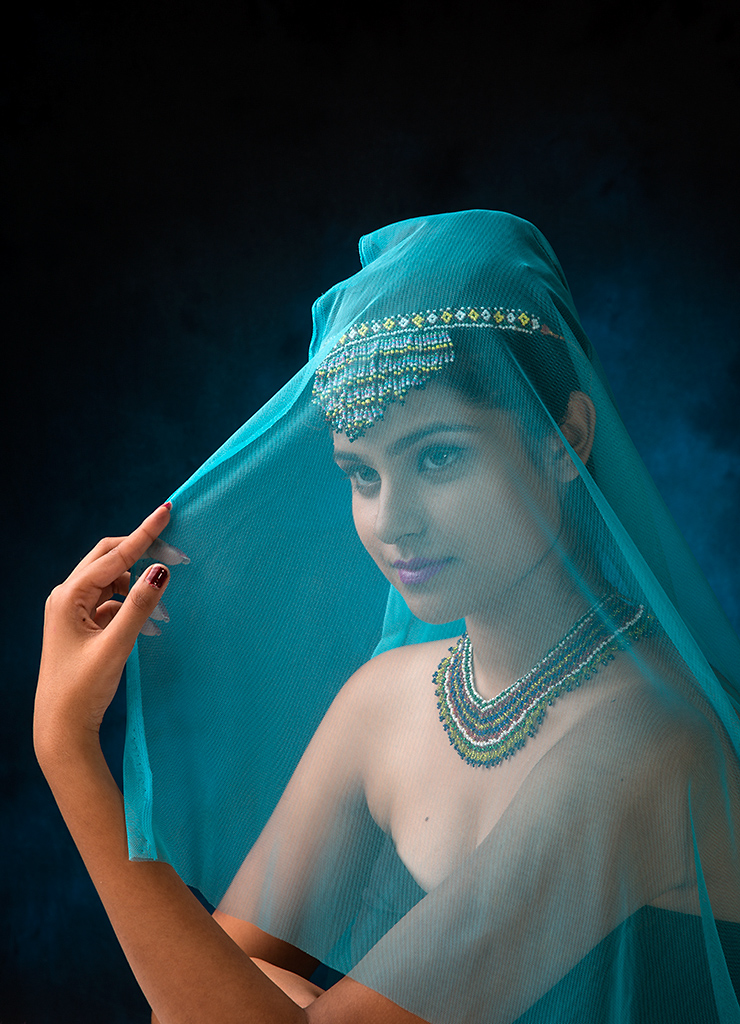
Kobieta w welonie, Indie

Welon (ubiór) – płat tkaniny, upinany na głowie (lub na nakryciu głowy) i opuszczany na ramiona i plecy, stanowiący część ubioru.
Welon występuje głównie w ubiorach żeńskich – w stroju panny młodej i żałobnym. Spotykany jest również w męskich strojach duchownych niektórych wyznań oraz jest noszony przez zakonnice wielu zgromadzeń.
Welony wykonywane są z reguły z lekkich tkanin, bardziej lub mniej przezroczystych np. tiulu, koronki, szyfonu. W przypadku stroju zakonnego wykonywane są z tkanin nieprzeźroczystych, koloru białego, czarnego, rzadziej niebieskiego, a dawniej także czerwonego. Welony żeńskich strojów ślubnych są zwykle barwy białej, rzadziej kremowej, błękitnej itp. – zawsze dopasowanej do koloru sukni. Welony żałobne noszone przez wdowy, przyczepiane dawniej do czepców, mają barwę czarną.
Długość welonów zwłaszcza ślubnych może być różna – krótki o długości do 50 cm aż do kilku bądź kilkunastu metrów w tzw. welonie katedralnym.
Welon ślubny ma także różną objętość – 140 cm, 180 cm lub 275 cm. W zależności od tego welon mniej lub bardziej osłania ramiona panny młodej.

## Historia
Welon znany był już w starożytności jako symbol czystości i niewinności. Według dawnych wierzeń chronił kobiety przed demonami i złymi duchami, które mogły zakłócić szczęście w małżeństwie. Zarezerwowany był pierwotnie dla kobiet szlachetnie urodzonych. Zakrywał twarz panny młodej przed spojrzeniami innych mężczyzn, zwłaszcza klasy niższej. Jednocześnie był dowodem skromności – pan młody dopiero po złożeniu przysięgi małżeńskiej mógł unieść welon wybranki, zobaczyć ją i pocałować.
Welony często były przekazywane przez kobiety w rodzinie z pokolenia na pokolenie.
Obecnie welon pełni rolę ozdoby jako dodatek do sukni.